# Augochlora smaragdina
Augochlora smaragdina är en biart som beskrevs av Heinrich Friese 1917. Augochlora smaragdina ingår i släktet Augochlora och familjen vägbin. Inga underarter finns listade.